# Носенко-Белецкие
Носенки-Белецкие — малорусский дворянский род общего происхождения с Белецкими.
Род Белецких-Носенко был записан дворянским депутатским собранием в VI часть дворянской родословной книги Черниговской губернии Российской империи, однако, Герольдия Правительствующего Сената отказалась утвердить их в древнем (столбовом) дворянстве.

## Происхождение и история рода
Согласно Русскому биографическому словарю под редакцией Александра Александровича Половцева, в Черниговской губернии выходцы из Королевства Польского и Великого княжества Литовского стали появляться приблизительно в начале-середине XVII века. Среди них был и Демьян Белецкий вместе с сыном Иваном Демьяновичем. Внук последнего, Пётр Иванович Белецкий служил отчизне в чине полкового сотника (1724-1733) и первым стал прозываться Белецкий-Носенко.
В конце XIX — начале XX века на страницах «Энциклопедического словаря Брокгауза и Ефрона» указывал, что род восходит к XVII веку и одновременно указывает, что его родоначальник — Ярема Нос, сын которого Иван († 1715) служил полковником прилуцким, а затем генеральным судьёй.
К началу XX века род этот полностью угас.
Потомки прилуцкого полковника Ивана Яремовича Носа, производят свою фамилию от старосты Дрогицкого и Мельницкого — Юрия Носа, которого Н.М. Карамзин называет князем Георгием Носом, сыном князя Александра Носа. Непрерывная родословная роспись начинается с Ивана Ярёмовича Носа, женатый 1-м браком на Анастасии Раковичевой и 2-м браком на урождённой Белецкой. Их правнук Юрий Петрович, женатый на Маланье Дадзинской, принял фамилию своей прабабки, назвавшись Белецким-Носенко.

## Известные представители
- Белецкий-Носенко, Павел Павлович (1774—1856) — малороссийский писатель и педагог XIX века.